# Tétravalence

Le méthane : exemple de molécule contenant un carbone tétravalent.

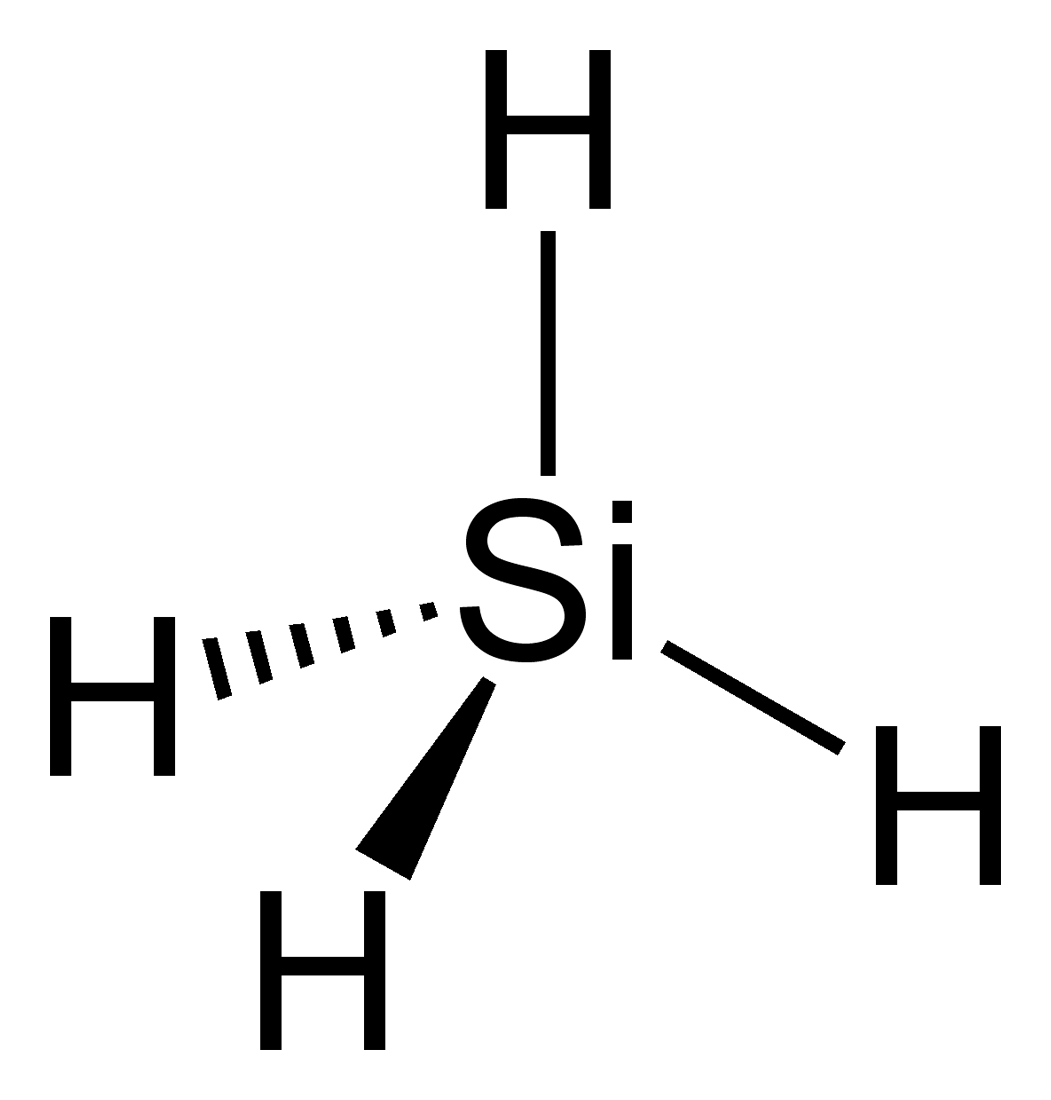
Le silane : exemple de molécule contenant un silicium tétravalent.

En chimie, la tétravalence est l'état d'un atome dont quatre électrons sont disponibles pour former des liaisons chimiques covalentes dans sa couche de valence (couche électronique externe). 

## Tétravalence du carbone
À l'état fondamental, le carbone ne fait apparaître que deux électrons célibataires,. Sa tétravalence s'explique par le fait que le carbone redistribue deux électrons sur sa couche L, permettant d'avoir quatre électrons de liaison. Le fait de faire monter un électron sur une orbitale électronique supérieure s'appelle l’excitation d'un atome,.
Le méthane (CH4) est archétypique des composés formés par le carbone : l'atome de carbone tétravalent forme quatre liaisons covalentes simples avec quatre atomes d'hydrogène. L'atome de carbone est dit tétravalent car il peut établir jusqu'à quatre liaisons simples différentes avec d'autres atomes ou établir, comme dans le cas des alcènes, deux liaisons simples et une liaison double, ou encore comme dans le cas des alcynes, une liaison simple et une liaison triple.

## Tétravalence du silicium
Le silicium est également tétravalent dans la plupart de ses composés, par exemple le silane (SiH4) qui comme le méthane est un gaz potentiellement explosif en présence d'oxygène. On pourrait donc envisager par analogie une chimie organique à base de silicium, mais le silicium ne forme pas des liaisons π stables, ce qui rend la chimie du silicium plus pauvre que celle du carbone.
Par ailleurs, une théorie a été émise sur la possibilité d'une vie basée sur le silicium. Une limitation toutefois : en prenant comme modèle les réactions biochimiques des composés carbonés, les produits secondaires d'une vie à base de silicium seraient solides et poseraient des problèmes d'évacuation. Par ailleurs, des produits tels que le silane ou le silicone, signes d'une biologie du silicium, n'ont jamais été observés par les astronomes dans les planètes exogènes ou météorites.

## Médecine
En médecine on parle d'un vaccin tétravalent lorsque celui-ci couvre une gamme préventive de quatre maladies. Comme le Tetravac (Sanofi Pasteur M.S.D.) pour la poliomyélite, la diphtérie, le tétanos et la coqueluche ou le vaccin rougeole, oreillons, rubéole et varicelle.

## Sciences sociales
En sciences sociales, la tétravalence est l'état de ce qui est et n'est pas, en même temps.
Cette définition permet de contourner les concepts manichéens pour permettre la coexistence de plusieurs états, réalités ou cultures. 
La confrontation de deux thèses antagonistes peut aboutir, par la notion de tétravalence, à considérer une complémentarité entre ces dernières.  
La tétravalence désigne un état fondé sur une valeur multiple de vérité.
La tétravalence constitue une application humaine d'un phénomène naturel ou encore une application du nexialisme.
Cette définition sociale de la tétravalence, et l'emploi de moins en moins anecdotique de cette dernière, pourrait provenir des réflexions en physique fondamentale induites par l'affaire Ummo.